# Autoritratto (Velázquez Valencia)
Autoritratto è un dipinto di Diego Velázquez, a olio su tela (45x38 cm), databile al 1650 e conservata nel Museo di belle arti di Valencia.
L'opera appartiene alla Real Academia de Bellas Artes de San Carlos di Valencia.